# Henriëtte Wilhelmina Deterding
Henriëtte Wilhelmina Deterding  (Amsterdam, 22 september 1899 - Laren (NH) 18 augustus 1978) was een Nederlandse ondernemer en het eerste vrouwelijke lid van de Amsterdamse effectenbeurs. 
Deterding was een dochter van Hendrika Wilhelmina Teupken en Philip Jacob Leonard Deterding, eigenaar van een effectenkantoor. Ze nam de zaak van haar vader na over na diens overlijden en werd in 1923 het eerste vrouwelijke lid van de Vereniging voor de Effectenhandel te Amsterdam. “Het was heden een gedenkwaardige dag in de geschiedenis van de Amsterdamsche Effectenbeurs. H.M. de Vrouw deed haar intrede in den tempel, die tot nu toe het onbetwiste terrein van den man is geweest”, schreven diverse dagbladen kort na het historische feit.
Deterding was de echtgenoot van bankier en politicus Herman François van Leeuwen, met wie ze in 1930 in het huwelijk trad. 